# Aprosopus
Aprosopus is een kevergeslacht uit de familie van de boktorren (Cerambycidae). De wetenschappelijke naam van het geslacht werd voor het eerst geldig gepubliceerd in 1844 door Guérin-Méneville.

## Soorten
Aprosopus omvat de volgende soorten:
- Aprosopus buquetii Guérin-Méneville, 1844
- Aprosopus gilmouri Breuning, 1962